# Lecknertal
Das Lecknertal ist ein vorwiegend agrarisch genutztes Tal in den Allgäuer Voralpen westlich der Iller. Der untere Teil des Tales liegt in Hittisau in Österreich, während der obere Teil im Gemeindegebiet von Oberstaufen in Deutschland liegt.

## Geografie
Das Lecknertal erstreckt sich über eine Länge von 9 km von Hittisau in östlicher Richtung bis zum Scheidwangpass, wo das Gunzesriedtal anschließt. Im Norden wird es vom westlichen Teil der Hochgratkette begrenzt, während im Süden der westliche Teil des Siplingerkopf-Schichtkamms aus Koppachstein, Samstenberg und Stillberg liegt.
Die Leckner Ach durchfließt das Tal. Im österreichischen Teil, in der Nähe der Grenze, liegt der Leckner See. Auf der deutschen Seite, auf der Alpe Lache, ist noch ein kleiner Moorsee zu finden.

## Nutzung
Über die Sommermonate wird das Tal auf etwa 50 Alpen viehwirtschaftlich genutzt. Durch die hohe Lage und das raue Klima ist eine ganzjährige Bewirtschaftung allerdings nicht möglich. Damit wird das Lecknertal auch – und vor allem – im Winter zu einem beliebten und wegen seiner Ruhe und Abgeschiedenheit geschätzten Wanderziel. Ein präparierter Winterwanderweg führt von Hittisau bis zum Leckner See.
Die Europäischen Fernwanderwege E4 und E5 führen durch das Lecknertal.
Mit dem Mountain-Bike können das Gunzesriedtal und das Lecknertal auf einer teils asphaltierten und teils geschotterten Straße durchquert werden.